# Книга пророка Малахии
Книга пророка Мала́хии — книга, входящая в состав еврейской Библии (Танаха) и Ветхого Завета. В еврейской Библии помещается в разделе Невиим (Пророки). Последняя книга из «Двенадцати малых пророков». Написана пророком Малахией.

## Автор книги
Автором книги считается пророк Малахия.

## Деление на главы
В еврейской Библии (Танахе), Септуагинте, современных изданиях Библии Лютера и Новой Вульгате книга имеет три главы. В современной греческой, церковнославянской и русской Библии, а также в англоязычных изданиях Библии книга Малахии разделена на четыре главы, так что первый стих четвёртой главы в этих Библиях является 19-м стихом третьей главы в Танахе.

## Содержание книги
Общее содержание речей пророка Малахии — это протест против небрежности в деле богослужения и, вообще, против нарушения теократических обычаев в израильском народе. Храм уже был построен, жертвоприношения были в полном ходу, однако первоначальная ревность к этому делу благочестия достаточно охладела (Мал. 1:6; 2:1; 3:1—10).
Всего более сходства эти недостатки имеют с теми, какие обличаются в 13-й главе книги Неемии. Так, Малахия (2:11) осуждает обычай жениться на язычницах (Неем. 13:23, 24), упрекает евреев за скупость в принесении жертв (1:7, 8) и десятин (3:10), как отчасти делает это и еврейский наместник Иудеи Неемия (Неем. 13:10, 11). Вероятнее всего, что эти обличения были высказаны во время отсутствия Неемии в Иерусалиме (Неем. 13:6) в 433 году до н. э.
Пророк Малахия особенно сильно обличает священников и израильтян, которые не имели страха Божия и легкомысленно расторгали свои брачные союзы с законными супругами (2:11—17). Пророк Малахия, как и два других послепленных пророка, Аггей и Захария, придаёт первостепенное значение в жизни еврейского народа вновь построенному Иерусалимскому храму. Всё благополучие народа основано, по его убеждению, на почтении к храму и благоговейном совершении в нём Богослужения.
Однако главною целью пророка Малахии было приготовить народ к пришествию Господа. Многие нетерпеливые евреи уже начали сомневаться в том, придёт ли обетованный прежними пророками Мессия как Судия грешных и Благодетель для праведников. Пророк Малахия возвещает, что Господь придёт скоро, что Он выступит как Судия для всех людей, в том числе, и для иудеев. Он говорил слова Господни: «Вот, Я пошлю к вам Илию пророка пред наступлением дня Господня, великого и страшного» (Мал. 4:5).

## Характерные черты книги Малахии
Особенность книги пророка Малахии заключается в том, что в ней вместо древнего поэтически-риторического способа изложения мыслей появляется, по преимуществу, диалектическое изложение. Пророк, обыкновенно, предпосылает общее положение, а потом выставляет противоположную мысль, которая и даёт ему повод обстоятельно разъяснить и обосновать выставленное им самим положение (1:2—6; 3:8—13). Пророк Малахия пишет прозою, но изредка встречаются и стихи. В тексте иногда встречаются арамеизмы. Последнее можно объяснить тем, что евреи после плена подчинились, в отношении языка, влиянию палестинских (западных) арамеев, живших в соседстве с евреями. Также западно-арамейский язык был официальным языком западной части персидского царства.
Пророк Малахия возвещает, что Богу будут поклоняться и другие народы (1:11). Также пророк Малахия предвещает, что Бог придет в Свой Храм внезапно и здесь произведет Свой суд над иудеями, причём Ему будет предшествовать Ангел Божий: «Вот, Я посылаю Ангела Моего, и он приготовит путь предо Мною, и внезапно придет в храм Свой Господь, Которого вы ищете, и Ангел завета, Которого вы желаете; вот, Он идет, говорит Господь Саваоф» (3:1).

## Каноническое достоинство книги Малахии
О каноническом достоинстве книги пророка Малахии свидетельствует то, что в книге Премудрости Иисуса, сына Сирахова упоминается о двенадцати пророках (Сир. 49:12). Возможно, Сирах цитирует книгу Малахии (4:6), когда говорит о пророке Илии (Сир. 48:10). В Новом Завете книга пророка Малахии цитируется неоднократно: Мф. 11:10; Мк. 1:2; Лк. 2:17; Рим. 9:13.